# 亨利·布鲁斯特·斯坦顿
亨利·布鲁斯特·斯坦顿（Henry Brewster Stanton；1805年6月27日—1887年1月14日）是一名美国废奴主义者、律师、记者和政治家，作品发表在《纽约论坛报》、《纽约太阳报》和《解放者》上，他的妻子伊麗莎白·凱迪·斯坦頓早期女权运动领袖人物。

## 生平
斯坦顿于1805年6月27日出生于康涅狄格州普雷斯顿，是约瑟夫·斯坦顿和苏珊·M·布鲁斯特的儿子。其父以生产并向西印度群岛销售羊毛制品为生。
他当过记者、律师、政客，在霍勒斯·格里利担任主编时开始为《纽约太阳报》撰稿，直至去世。